# John Zorn’s Olympiad - Vol. 1 Dither Plays Zorn
 (mars 2024).
John Zorn’s Olympiad - Vol. 1 Dither Plays Zorn se présente comme le premier volume d'une série qui porte sur les game pieces, des pièces composées par John Zorn à la fin des années 1970 et au début des années 1980 (Curling est de 1977, Hockey et Fencing de 1978). Les game pieces sont en fait un ensemble de règles de structures qui encadrent et définissent les modalités de l'improvisation. Il n'y a pas de contenu musical écrit ou prédéfini. À cette époque, John Zorn présentait annuellement des prestations, qu'il qualifiait d’Olympiades, au cours desquelles ces pièces, qui portent toutes des noms de sports, étaient jouées. Si Hockey a déjà été enregistrée, il s'agit des premiers enregistrements de Curling et de Fencing.

## Titres
| No | Titre   | Durée |
| -- | ------- | ----- |
| 1. | Curling | 7:31  |
| 2. | Hockey  | 4:00  |
| 3. | Fencing | 11:55 |
| 4. | Curling | 13:17 |
| 5. | Hockey  | 6:35  |
| 6. | Fencing | 11:21 |
| 7. | Hockey  | 4:04  |
| 8. | Curling | 19:23 |

## Personnel
- Gyan Riley - guitare électrique, guitare acoustique, banjo
- Taylor Levine - guitare électrique, guitare acoustique
- Joshua Lopes - guitare électrique, guitare acoustique, bajo sexto, ruan
- James Moore - guitare électrique, guitare acoustique, banjo, mandoline